# Christina Hendricks
Pour les articles homonymes, voir Hendricks.
Christina Hendricks, née le 3 mai 1975 à Knoxville (Tennessee), est une actrice américaine et ancien mannequin.
Elle a reçu six nominations aux Primetime Emmy Awards, deux Screen Actors Guild Awards et deux Critics' Choice Television Awards pour le meilleur second rôle féminin dans une série dramatique. Un sondage réalisé en 2010 auprès des lectrices par le magazine Esquire l'a nommée « femme la plus sexy du monde » et elle a été élue la même année « meilleure actrice américaine ».
Elle est révélée par la série télévisée acclamée Mad Men (2007-2015). Son interprétation de Joan Holloway lui permet d'être citée, à six reprises, pour le Primetime Emmy Award de la meilleure actrice dans un second rôle dans une série télévisée dramatique et lui vaut, notamment, deux Screen Actors Guild Awards ainsi que deux Critics' Choice Television Awards.
Parallèlement, elle joue dans plusieurs films. Nicolas Winding Refn la dirige ainsi dans Drive (2011) et The Neon Demon (2016). L'actrice retrouve aussi les acteurs principaux de ces deux longs-métrages : respectivement dans le drame indépendant Ginger & Rosa (2012) et le thriller Lost River (2014).
À partir de 2018, elle fait son retour à la télévision avec la comédie d'action Good Girls.

## Biographie

### Enfance et formation
Née à Knoxville, ayant passé une partie de son enfance à Twin Falls (Idaho), Christina Hendricks déménage à l'adolescence en banlieue de Washington, à Fairfax (Virginie). Son père, Robert, est originaire d'Angleterre, travaillant pour le service des forêts des États-Unis, et sa mère, Jackie Sue, est psychologue.
Elle se passionne pour le théâtre, et s'oriente vers une carrière d'actrice mais dans un premier temps, elle entame une carrière de mannequin à ses 18 ans.

### Débuts et révélation télévisuelle (1999-2010)

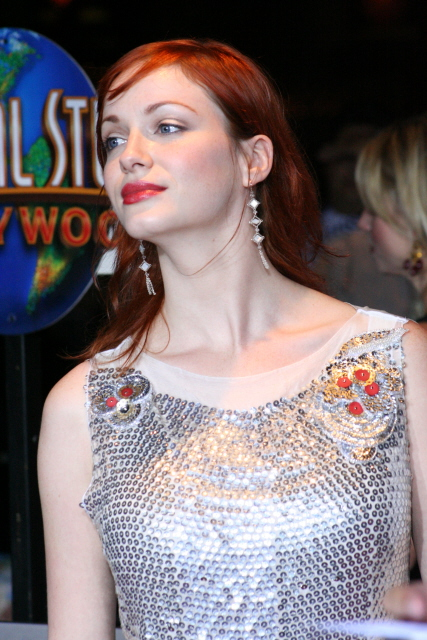
Christina Hendricks à la première de Serenity, en 2005.

Elle décroche ses premiers rôles à la télévision, apparaissant dans des séries comme Angel, Urgences, FBI : Portés disparus ou Las Vegas.
Auparavant, elle est rattachée à un projet de série télé qui ne passe pas le stade de pilote, sous la direction de Troy Miller aux côtés de sa future partenaire de jeu, January Jones.
C'est ainsi qu'elle se tourne vers son premier rôle récurrent, en incarnant une stagiaire opportuniste et ambitieuse, dans la série TV Business, du réseau Showtime.
Elle signe ensuite pour un autre rôle récurrent dans l'éphémère, mais considérée comme culte, série de science-fiction Firefly, en 2003, suivi d'un premier rôle principal en 2004, dans la série dramatique judiciaire Kevin Hill, néanmoins aussi arrêtée au bout d'une saison, faute d'audiences.
En 2007, elle fait ses débuts dans l'acclamée série dramatique Mad Men, dans le rôle qui lui apportera une reconnaissance internationale  : celui de Joan Holloway, une secrétaire pulpeuse d'une agence de publicité new-yorkaise des années 1960.

Son interprétation est saluée par la profession et lui vaut plusieurs prix d'interprétations. Elle est notamment élue meilleure actrice dans une série télévisée lors du Festival de Monte-Carlo 2009. Ce drame historique, encensé par la critique, lui vaut aussi deux Screen Actors Guild Award de la meilleure distribution pour une série télévisée dramatique, deux Critics' Choice Television Award de la meilleure actrice dans un second rôle dans une série télévisée dramatique mais encore six nominations consécutives à l'Emmy Awards de la meilleure actrice secondaire dans une série dramatique, en 2010, 2011, 2012, 2013, 2014 et 2015.

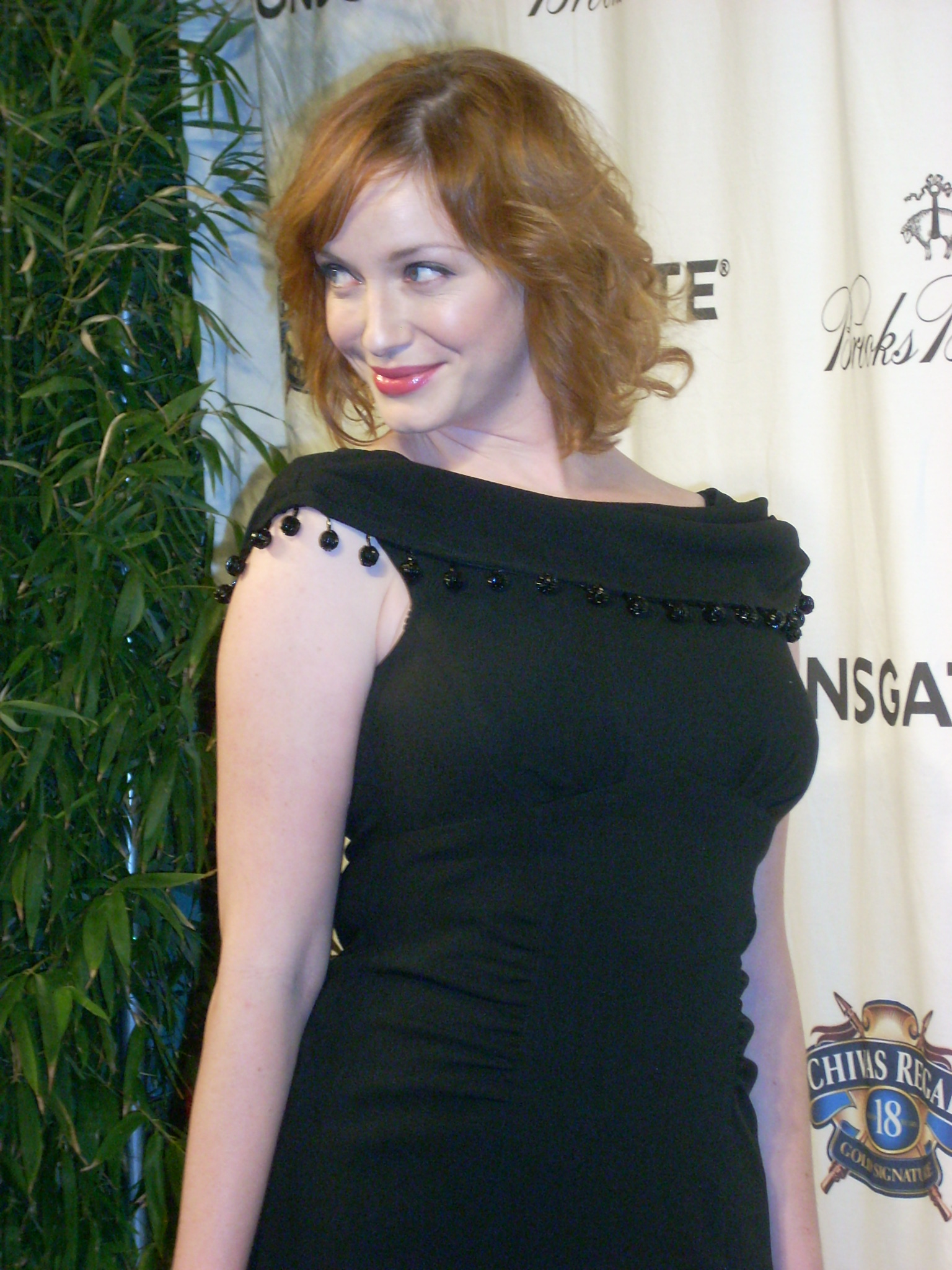
L'actrice en octobre 2008 à Los Angeles, à une soirée promotionnelle autour de Mad Men.

Elle incarne ce personnage principal durant les sept saisons que compte la série.
En 2008, elle fait une infidélité à la série, pour un personnage récurrent de la série policière Life, menée par Damian Lewis.

### Passage au cinéma et retour télévisuel (2010-)
Mais entre deux saisons, elle tente surtout de se construire une carrière cinématographique : elle débute au sein des distributions de comédies populaires : la potache Bébé mode d'emploi, en 2010 ; puis la plus romantique Mais comment font les femmes ? en 2011.

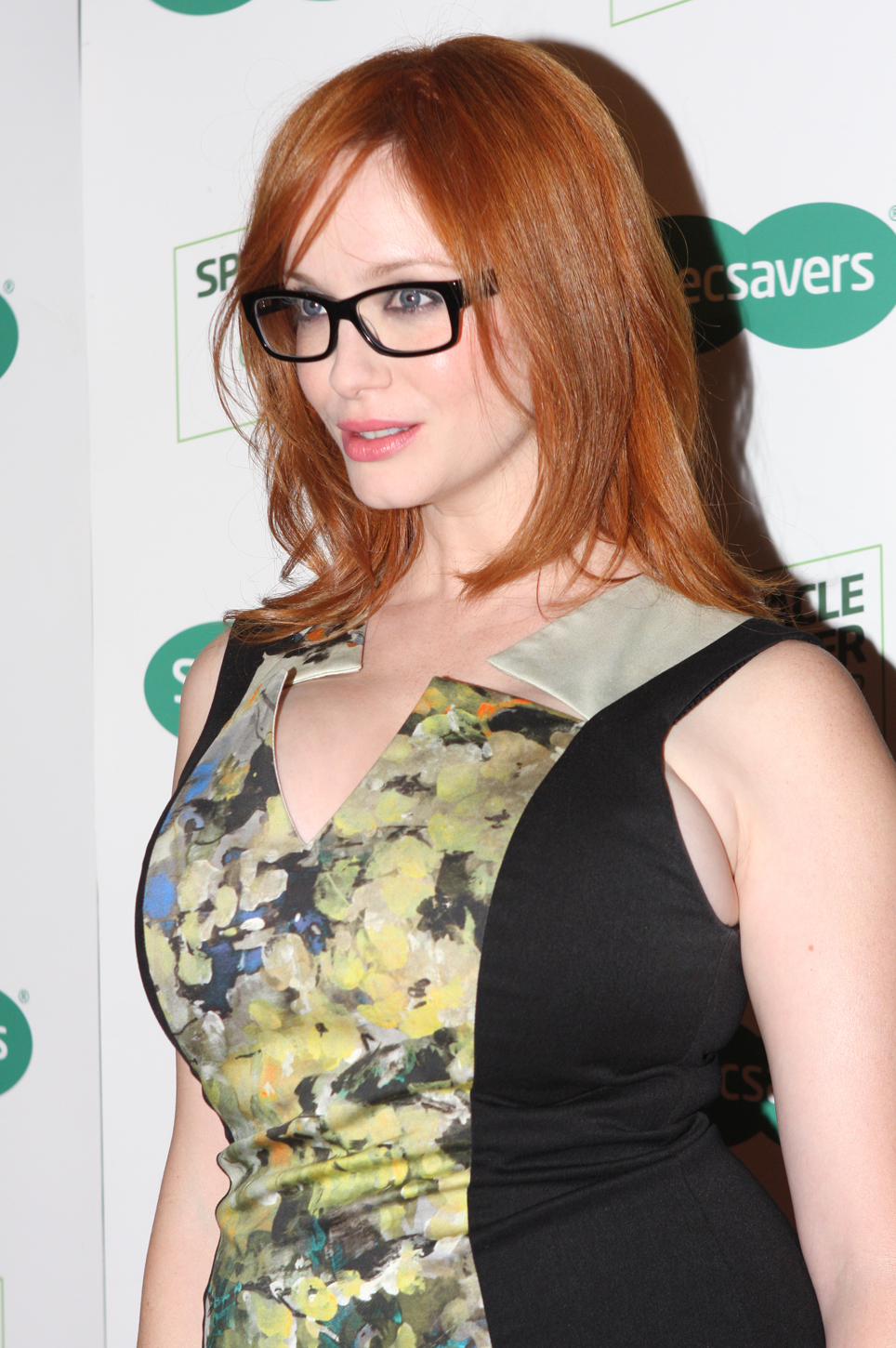
L'actrice en octobre 2012, à Sydney, l'année de tournage de Ginger & Rosa.

Mais c'est dans un cinéma indépendant qu'elle parvient à se faire remarquer : l'acclamé polar urbain noir Drive, de Nicolas Winding Refn et le drame Leonie avec Emily Mortimer. Puis aux côtés d'Adrian Brody dans le drame social Detachment, et dans un rôle secondaire dans la comédie dramatique adolescente Struck, tous deux sortis en 2012, mais passant inaperçus.
En 2013, le drame initiatique Ginger & Rosa, de Sally Potter, lui permet de connaître un second succès critique.
L'année 2014, qui coïncide avec la fin du tournage de Mad Men, lui permet d'enchaîner plusieurs projets, cette fois dans un registre noir et violent : le thriller fantastique Lost River, première réalisation de Ryan Gosling, divise la critique ; tout comme le thriller psychologique Dark Places, de Gilles Paquet-Brenner. Quant à la première réalisation de son ex-collègue John Slattery, la comédie dramatique God's Pocket, elle connait une sortie discrète.
Entre 2015 et 2016, elle revient à la télévision pour l'un des personnages principaux de la sitcom parodique Another Period. Et l'année suivante, elle retrouve Nicolas Winding Refn pour le film d'horreur dano-américain The Neon Demon. Enfin, elle préfère rejoindre la distribution principale de la première saison de la mini série policière Hap and Leonard à la place de la dramatique Roadies.
Elle est ensuite à l'affiche de plusieurs longs métrages : D'abord elle seconde Billy Bob Thornton et Kathy Bates pour la comédie noire mal reçue Bad Santa 2. Elle n'a pas plus de chance avec l'échec de la comédie Combat de profs avec Ice Cube et Charlie Day mais elle peut cependant compter sur le drame Crooked House, dont elle est l'une des vedettes aux côtés de Glenn Close, pour renouer avec la critique. Enfin, elle termine l'année 2017, en étant à l'affiche de la comédie Pottersville avec Judy Greer qui passe, en revanche, inaperçue.
L'année suivante, elle est l'héroïne du film d'horreur Strangers: Prey at Night, elle poursuit dans la comédie indépendante avec Egg de Marianna Palka et Candy Jar avec Jacob Latimore, Helen Hunt et Uzo Aduba.

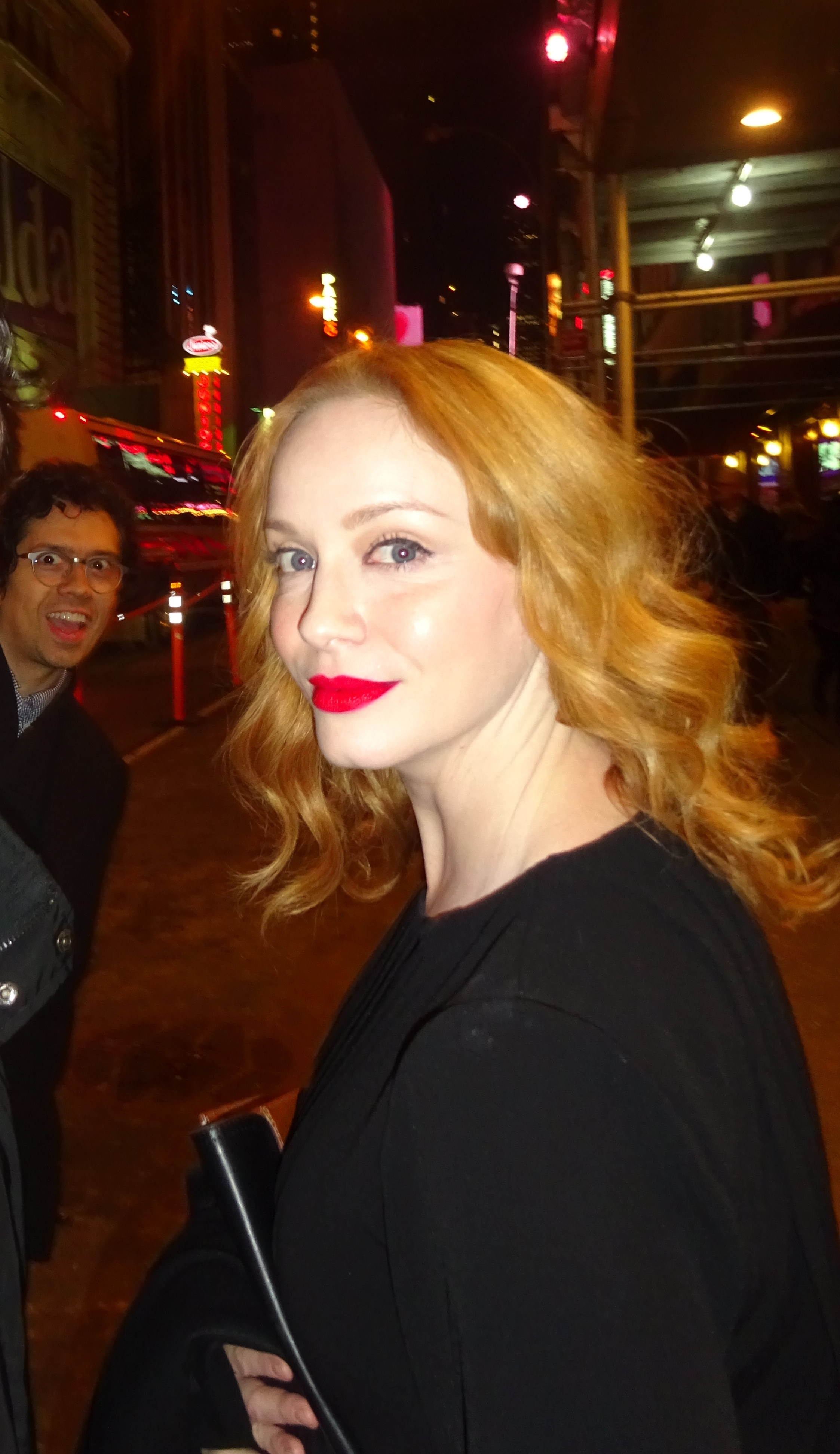
En novembre 2016, à New York.

Elle fait ensuite son retour à la télévision, et signe, successivement, trois rôles majeurs dans des séries télévisées :
La dramatique et policière Tin Star, une mini-série du scénariste de The Americans, portée par Tim Roth. Pour le réseau NBC, elle remplace l'actrice Kathleen Rose Perkins qui n'avait pas convaincu la production après le tournage du pilote de la série comique Good Girls aux côtés de Retta Sirleaf et Mae Whitman. La série raconte les aventures de trois mères de banlieue qui décident de braquer le supermarché du coin. Elle est décrite comme un mélange de Breaking Bad et de Thelma et Louise avec une pincée de Desperate Housewives. Puis, elle rejoint le casting quatre étoiles de la série The Romanoffs. Dans cette série distribuée par le plateforme Amazon, elle joue aux côtés de deux anciens de Mad Men, John Slattery et Jay R. Ferguson ou encore Isabelle Huppert, Amanda Peet, Clea DuVall et Corey Stoll.
Good Girls rencontre le succès, son interprétation lui vaut une proposition pour le prix de la meilleure actrice dans une série télévisée musicale ou comique lors de la 23e cérémonie des Satellite Awards, en 2019. La même année, Tin Star est renouvelée pour une troisième et dernière saison. Au cinéma, elle figure au casting de l'indépendant Egg réalisé par Marianna Palka dans lequel elle donne la réplique à Alysia Reiner et Anna Camp, une production présentée au Festival du film de Tribeca. Et, dans un registre plus grand public, elle pratique le doublage en prêtant sa voix à l'antagoniste principal du film d'animation Toy Story 4.
En 2023, elle incarne Mme Saint George dans la série télévisée britannique The Buccaneers, adaptation du roman inachevé du même nom de la romancière américaine Edith Wharton.

### Vie privée
Christina Hendricks s'est mariée le 11 octobre 2009 à l'acteur Geoffrey Arend, aux côtés duquel elle apparaît dans un épisode de Body of Proof en 2011. En 2014, elle crée la controverse après avoir déclaré ne pas vouloir impérativement devenir mère, certains la critiquant, d'autres saluant son honnêteté. En octobre 2019, Hendricks et Arend annoncent leur séparation sur les réseaux sociaux.
Blonde naturelle, teinte en rousse depuis ses dix ans, elle a été élue en avril 2010 « femme la plus sexy du monde » par le magazine américain Esquire.

## Filmographie

### Cinéma
- 2007 : La Cucina d'Allison R. Hebble et Zed Starkovich : Lily
- 2007 : South of Pico d'Ernest Gossner : Angela
- 2010 : Leonie d'Hisako Matsui : Catherine
- 2010 : Bébé mode d'emploi (Life as We Know It) de Greg Berlanti : Alison Novak
- 2011 : Detachment de Tony Kaye : Sarah Madison
- 2011 : Drive de Nicolas Winding Refn : Blanche
- 2011 : Company de Lonny Price : April
- 2011 : All-Star Superman de Sam Liu : Lois Lane / Superwoman (voix)
- 2011 : The Family Tree de Vivi Friedman : Alicia Bouche
- 2011 : Mais comment font les femmes ? (I Don't Know how She Does It) de Douglas McGrath : Allison Henderson
- 2012 : Struck de Brian Dannelly : April
- 2012 : La Colline aux coquelicots (Kokuriko zaka kara) de Gorô Miyazaki : Miki Hokuto (voix)
- 2012 : Ginger & Rosa de Sally Potter : Natalie
- 2014 : God's Pocket de John Slattery : Jeanie Scarpato
- 2014 : Clochette et la Fée Pirate (The Pirate Fairy) de Peggy Holmes : Zarina (voix)
- 2014 : Lost River de Ryan Gosling : Billy
- 2015 : Dark Places de Gilles Paquet-Brenner : Patty Day
- 2016 : Zoolander 2 de Ben Stiller : La séductrice
- 2016 : The Neon Demon de Nicolas Winding Refn : Roberta Hoffmann
- 2016 : Bad Santa 2 de Mark Waters : Diane
- 2017 : Combat de Profs (Fist Fight) de Richie Keen : Miss Monet
- 2017 : La Maison biscornue (Crooked House) de Gilles Paquet-Brenner : Brenda Leonides
- 2017 : Pottersville de Seth Henrikson : Connie Greiger
- 2018 : The Strangers : Prey at Night de Johannes Roberts : Cindy
- 2018 : Egg de Marianna Palka : Karen
- 2018 : Candy Jar de Ben Shelton : Amy
- 2019 : Toy Story 4 de Josh Cooley : Gabby (voix)
- 2019 : American Woman de Jake Scott : Katherine
- 2020 : Scooby ! (Scoob!) de Tony Cervone : l'officier Jaffe (voix)

### Télévision

#### Séries télévisées
- 1999 : Undressed : Rhiannon
- 2000 : Angel : Bar Maid
- 2000 - 2001 : TV business (Beggars and Choosers) : Kelly Kramer
- 2001 : Voleurs de charme (Thieves) : Sunday
- 2002 : Urgences (ER) : Joyce Westlake
- 2002 : The Court : Betsy Tyler
- 2002 - 2003 : Firefly : Saffron
- 2003 : Hôpital San Francisco (Presidio Med) : Claire
- 2003 : Miss Match : Sarah
- 2004 : Tru Calling : Compte à rebours (Tru Calling) : Alyssa
- 2004 - 2005 : Kevin Hill : Nicolette Raye
- 2005 : Cold Case : Affaires classées : Esther 'Legs' Davis en 1945
- 2006 : FBI : Portés disparus (Without a Trace) : Rachel Gibson
- 2006 : Las Vegas : Connie
- 2006 : Jake in Progress : Tanya
- 2007 : Notes from the Underbelly : Holly
- 2007 - 2015 : Mad Men : Joan Holloway
- 2007 - 2008 : Life : Olivia
- 2011 : Body of Proof : Les jumelles Archer
- 2011 : American Dad! : Naydern (voix)
- 2015 : Rick et Morty : Unity (voix)
- 2015 : Another Period : Celine, alias Chair
- 2016 : Hap and Leonard : Trudy Fawst
- 2017 - 2019 : Tin Star : Elizabeth Bradshaw
- 2018 : Robot Chicken : Caissière / Serpent (voix)
- 2018 : The Romanoffs : Olivia Rogers
- 2018 - 2021 : Good Girls : Elizabeth "Beth" Boland
- 2023 : The Buccaneers : Mme St. George
- 2025 : Good American Family : Cynthia Mans

#### Téléfilms
- 2002 : The Big Time de Paris Barclay : Audrey Drummond
- 2003 : Le Choix d'une vie (Hunger Point) de Joan Micklin Silver : Frannie Hunter

### Clip vidéo
- 2010 : The Ghost Inside du groupe Broken Bells

### Jeux vidéo
- 2011 : Need for Speed : The Run : Sam Harper (voix)

## Voix francophones
En France, Christina Hendricks est régulièrement doublée par Sybille Tureau et Marine Jolivet.

## Distinctions

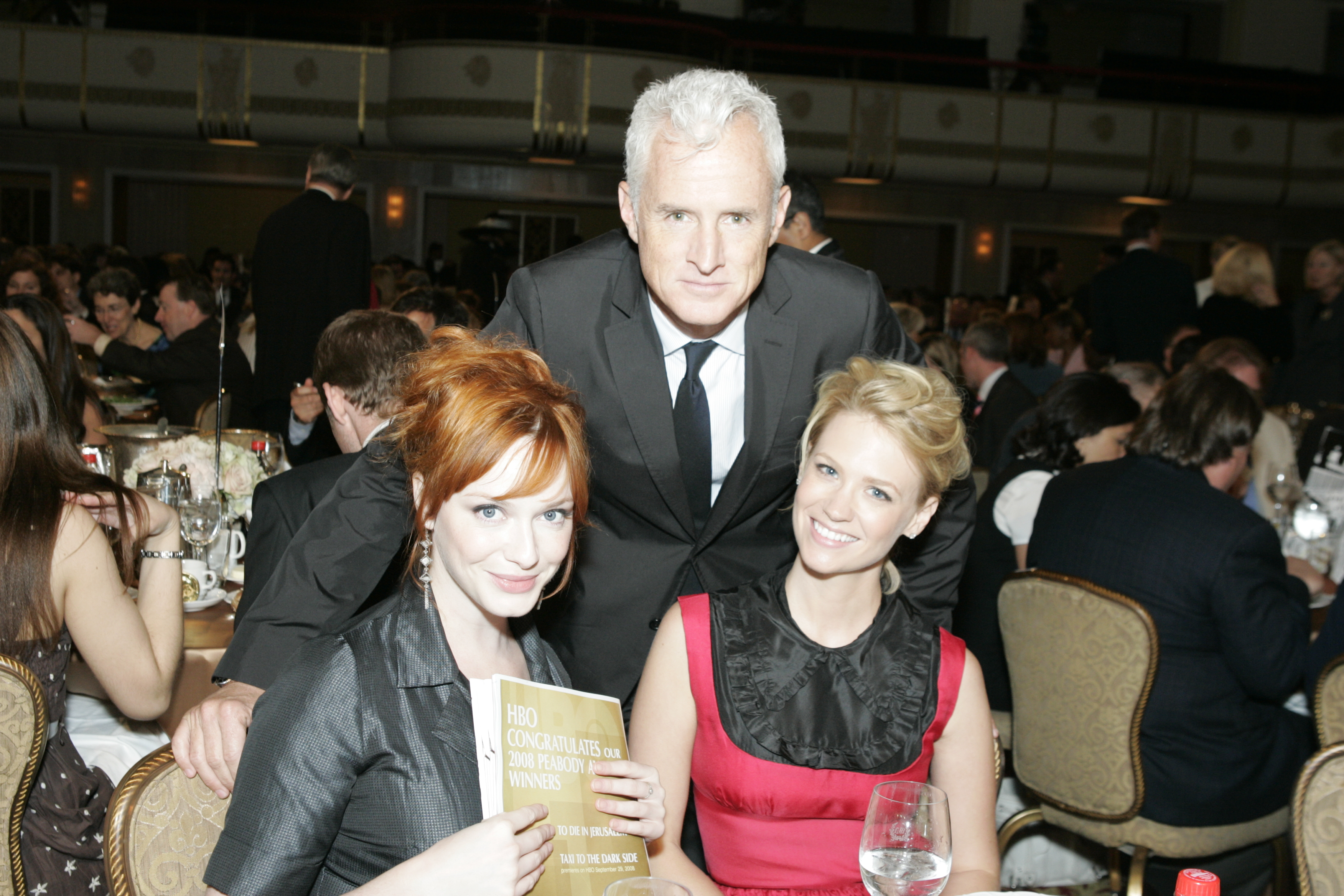
Christina Hendricks, John Slattery et January Jones, aux Peabody Awards 2008.

Sauf indication contraire ou complémentaire, les informations mentionnées dans cette section proviennent de la base de données IMDb.

### Récompenses
- Festival de Monte-Carlo 2009 : meilleure actrice dans une série télévisée dramatique pour Mad Men
- 15e cérémonie des Screen Actors Guild Awards (2009) : meilleure distribution pour une série télévisée dramatique pour Mad Men
- Online Film & Television Association 2010 : meilleure actrice dans un second rôle dans une série télévisée dramatique pour Mad Men
- 16e cérémonie des Screen Actors Guild Awards (2010) : meilleure distribution pour une série télévisée dramatique pour Mad Men
- Critics' Choice Television Awards 2011 : meilleure actrice dans un second rôle dans une série télévisée dramatique pour Mad Men
- Behind the Voice Actors Awards 2012 : meilleure performance vocale d'ensemble dans un téléfilm, un film sorti directement en DVD ou un court métrage pour All-Star Superman
- Critics' Choice Television Awards 2012 : meilleure actrice dans un second rôle dans une série télévisée dramatique pour Mad Men
- Gold Derby Awards 2012 : meilleure actrice dans un second rôle dans une série télévisée dramatique pour Mad Men
- Online Film & Television Association 2012 : meilleure actrice dans un second rôle dans une série télévisée dramatique pour Mad Men
- Women Film Critics Circle Awards 2013 : meilleure distribution féminine pour Ginger & Rosa
- Women in Film Lucy Awards 2013 : meilleure distribution féminine dans une série télévisée pour Mad Men
- Online Film & Television Association 2014 : meilleure actrice dans un second rôle dans une série télévisée dramatique pour Mad Men
- Online Film & Television Association 2015 : meilleure actrice dans un second rôle dans une série télévisée dramatique pour Mad Men

### Nominations
- Gold Derby Awards 2008 : meilleure distribution de l'année dans une série télévisée pour Mad Men
- Online Film & Television Association 2008 : meilleure actrice dans un second rôle dans une série télévisée dramatique pour Mad Men
- 14e cérémonie des Screen Actors Guild Awards (2008) : meilleure distribution pour une série télévisée dramatique pour Mad Men
- Online Film & Television Association 2009 : meilleure actrice dans un second rôle dans une série télévisée dramatique pour Mad Men
- 62e cérémonie des Primetime Emmy Awards 2010 : meilleure actrice dans un second rôle dans une série télévisée dramatique pour Mad Men
- Gold Derby Awards 2010 :
  - meilleure actrice dans un second rôle dans une série télévisée dramatique pour Mad Men
  - meilleure distribution de l'année dans une série télévisée pour Mad Men
- Festival de Monte-Carlo 2011 : meilleure actrice dans une série télévisée dramatique pour Mad Men
- 63e cérémonie des Primetime Emmy Awards (2011) : meilleure actrice dans un second rôle dans une série télévisée dramatique pour Mad Men
- Online Film & Television Association 2011 : meilleure actrice dans un second rôle dans une série télévisée dramatique pour Mad Men
- Gold Derby Awards 2011 : meilleure actrice dans un second rôle dans une série télévisée dramatique pour Mad Men
- 17e cérémonie des Screen Actors Guild Awards (2011) : meilleure distribution pour une série télévisée dramatique pour Mad Men
- Behind the Voice Actors Awards 2012 : meilleure performance vocale féminine dans un téléfilm, un film sorti directement en DVD ou un court métrage pour All-Star Superman
- 64e cérémonie des Primetime Emmy Awards (2012) : meilleure actrice dans un second rôle dans une série télévisée dramatique pour Mad Men
- 17e cérémonie des Satellite Awards (2012) : meilleure actrice dans un second rôle dans une série télévisée pour Mad Men
- Gold Derby Awards 2013 : meilleure actrice dans un second rôle dans une série télévisée dramatique pour Mad Men
- 65e cérémonie des Primetime Emmy Awards (2013) : meilleure actrice dans un second rôle dans une série télévisée dramatique pour Mad Men
- Online Film & Television Association 2013 : meilleure actrice dans un second rôle dans une série télévisée dramatique pour Mad Men
- 19e cérémonie des Screen Actors Guild Awards (2013) : meilleure distribution pour une série télévisée dramatique pour Mad Men
- TV Guide Awards 2013 : actrice préférée dans une série télévisée pour Mad Men
- Behind the Voice Actors Awards 2014 : meilleure performance vocale d'ensemble dans un film d'animation pour Kokuriko-zaka kara
- 66e cérémonie des Primetime Emmy Awards (2014) : meilleure actrice dans un second rôle dans une série télévisée dramatique pour Mad Men
- Behind the Voice Actors Awards 2015 :
  - meilleure performance vocale d'ensemble dans un téléfilm, un film sorti directement en DVD ou un court métrage pour The Pirate Fairy
  - meilleure performance vocale féminine dans un téléfilm, un film sorti directement en DVD ou un court métrage pour The Pirate Fairy
- Gold Derby Awards 2015 : meilleure actrice dans un second rôle dans une série télévisée dramatique pour Mad Men
- 67e cérémonie des Primetime Emmy Awards (2015) : meilleure actrice dans un second rôle dans une série télévisée dramatique pour Mad Men
- Behind the Voice Actors Awards 2016 : meilleure performance vocale d'ensemble une série télévisée pour Rick and Morty
- 22e cérémonie des Screen Actors Guild Awards (2016) : meilleure distribution pour une série télévisée dramatique pour Mad Men
- 23e cérémonie des Satellite Awards (2019) : meilleure actrice dans une série télévisée musicale ou comique pour Good Girls